# Emanuelle Bains
Emanuelle Bains (* 29. April 1992 in New South Wales) ist eine australische Filmschauspielerin.

## Leben
Sie spielte ab 2006 die Rolle der Madelene Leigh in der zweiten Staffel der Kinder- und Jugendserie Der Sleepover Club. Die Serie war für den AFI Award nominiert und wurde in Deutschland im KiKA ausgestrahlt, in Australien auf Nine Network. In dem Musikvideo von Your Sky von Purpel Lighter hatte sie eine Nebenrolle, außerdem hatte sie Rollen in Kurzfilmen.
Nach der Highschool war sie als Stewardess, Fremdenführerin, Model und englischsprachige Theater-Schauspielerin tätig. Ab 2018 war sie Chefassistentin im kalifornischen IT-Unternehmen "Hypernet Labs".

## Filmografie
- 2006–2007: Der Sleepover Club (The Sleepover Club, Fernsehserie, 26 Episoden)
- 2012: Lines (Kurzfilm)
- 2015: The Prize (Kurzfilm)